# يوأنس السادس عشر (بابا الإسكندرية)
 البابا يوأنس السادس عشر بابا الإسكندرية وبطريرك الكنيسة القبطية رقم 103 (1676م - 1718م) الشهير بالطوخي.
كان يُدعى إبراهيم، من ناحية طوخ النصارى بالمنوفية. اشتاق إلى الحياة الرهبانية فالتحق بدير القديس أنبا أنطونيوس حيث أصبح راهبا باسم الراهب إبراهيم الأنطوني.
رسم بطريركًا للكرازة المرقسية سنة 1676م

## أعماله
قام يوأنس السادس عشر بتعمير وتكريس عدد كبير من الكنائس في مختلف بلاد مصر بعد ترميمها.
صُنِع في أيّامه الميرون المقدس وذلك سنة (1703م)، كما زار في أيّامه دير الأنبا أنطونيوس ثلاث مرات، وقام بتعمير دير الأنبا بولا أول السواح، وأيضًا فصل وقف دير الأنبا أنطونيوس عن أوقاف دير الأنبا بولا.

## اضطهاد وأحداث
في زمنه أيضًا وقع اضطهاد على الأقباط سنة (1701م)، في زمن ولاية أحمد قرة محمد باشا.
عاصر يوأنس السادس عشر أحداث فتنة كوجك محمد والغلاء والمجاعة. سيرة المعلم داوود الطوخى وولد أخيه المعلم جرجس الطوخى، فتنة باب الانكجارية (الينكجرية) وغيطاس بك، فتنة عابدى باشا ومقتل غيطاس بك.
ظل هذا البابا يعمل في حفظ الكنيسة من المتاعب، والتعب الخارجي، حتى مات في سنة (15 يونيو 1718م).